# Dean Elzinga

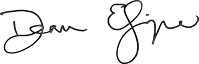
Unterschrift von Dean Elzinga

Dean Elzinga ist ein US-amerikanischer Opernsänger in der Stimmlage Bassbariton.

## Leben
Elzinga erwarb seinen Bachelor of Science in Mathematik, Physik und Computerwissenschaften am California Institute of Technology. Ab September 1989 machte er vier Jahre lang seinen Master und Ph.D. in Mathematik an der University of California, Los Angeles. Seit 1995 ist Elzinga, der neben Englisch fließend Spanisch spricht, als Opernsänger tätig. Von 1996 bis 2013 gehörte er 17 Jahre lang zum Ensemble der Metropolitan Opera. Dort hatte er erste Tätigkeiten als Opernsänger im Jahr 1996 in den Stücken Salome und Roméo et Juliette. Von 1996 bis 1997 wirkte er in der Oper Das Land des Lächelns an der Volksoper Wien mit, dessen Aufzeichnung 1996 als Fernsehfilm ausgestrahlt wurde.
2001 gab er in Georg Friedrich Händels Stück Acis and Galatea als Polyphemus sein Debüt am New York City Opera. Dieselbe Rolle mimte er bereits ein Jahr vorher anlässlich des Glimmerglass Festivals. 2002 übernahm er die Rolle des Majordomus Don Estoban in der Oper Der Zwerg von Alexander von Zemlinsky, dem das Märchen Der Geburtstag der Infantin von Oscar Wilde als Vorlage diente. Midgette attestierte sein Spiel in ihrer Review für The New York Times als „eine solide Leistung“. 2009 verkörperte er den Tod in Viktor Ullmanns Der Kaiser von Atlantis. Im April 2013 wirkte er am Musical Britten 100/LA anlässlich des Sounds of Santa Monica mit.
Als Sänger wirkte als Sänger in einigen Stücken im Computerspiel Heroes of Might and Magic IV mit, unter anderen im Stadtthema der Fraktionen Leben/Life und Natur/Preserve.

## Opernrepertoire (Auswahl)
- 1996: Strauss: 5. Jude in Salome, Metropolitan Opera
- 1996: Gounod: Grégorio in Roméo et Juliette, Metropolitan Opera
- 1996–1997: Lehár: Oberpriester in Das Land des Lächelns, Volksoper Wien
- 1997: Zemlinsky: Phedros in Der König Kandaules, Volksoper Wien
- 1997: Wagner: Biterolf in Tannhäuser, Metropolitan Opera
- 1998: Rossini: Selim in Il turco in Italia, Opera San Jose
- 1998: Thomson: Daniel Webster in The Mother of us all, Glimmerglass Festival
- 1998: Verdi: Ramfis in Aida, Opera Carolina
- 1999: Gounod: Méphistophélès in Faust, Nevada Opera
- 1999: Weber: Kaspar in Der Freischütz, Opéra national du Rhin
- 1999: Mozart: Figaro in Le nozze di Figaro, Arizona Opera
- 2000: Mozart: Figaro in Le nozze di Figaro, Opera Santa Barbara
- 2000: Sousa: Col. Vandeveer in The Glass Blowers, Glimmerglass Festival
- 2000: Händel: Polyphemus in Acis and Galatea, Glimmerglass Festival
- 2001: Mozart: Il Conte di Almaviva in Le nozze di Figaro, Hawaii Opera Theatre
- 2001: Händel: Polyphemus in Acis and Galatea, New York City Opera
- 2001: Mozart: La Voce in Idomeneo, San Diego Opera
- 2001: Verdi: Il Re d'Egitto in Aida, San Diego Opera
- 2002: Offenbach: Les 4 Diables in Hoffmanns Erzählungen, Opera Memphis
- 2002: Verdi: Sparafucile in Rigoletto, Nashville Opera
- 2002: Zemlinsky: Majordomus Don Estoban in Der Zwerg, Avery Fisher Hall
- 2004: Delibes: Nilakantha in Lakmé, Calgary Opera
- 2005: Offenbach: Les 4 Diables in Hoffmanns Erzählungen, Seattle Opera
- 2005: Offenbach: Les 4 Diables in Hoffmanns Erzählungen, Des Moines Metro Opera
- 2006: Strawinsky: Nick Shadow in The Rake’s Progress, Des Moines Metro Opera
- 2008: Blitzstein: Horace Giddens in Regina, Pacific Opera Victoria
- 2009: Ullmann: Der Tod in Der Kaiser von Atlantis, Long Beach Opera
- 2009: Orff: Der Bauer in Die Kluge, Long Beach Opera
- 2011: Mozart: Osmin in Die Entführung aus dem Serail, Edmonton Opera
- 2012: Beethoven: Don Pizarro in Fidelio, Edmonton Opera
- 2013: Nicolai: Mr. Ford in Die lustigen Weiber von Windsor, Boston Midsummer Opera

## Filmografie (Auswahl)
- 1996: Das Land des Lächelns (Fernsehfilm)